# Tiouria
La tiouria (russe : тюря, мурцовка) est une soupe froide traditionnelle russe.

## Description
Elle est composée de pain trempé dans l'eau, ou le kvass, avec du sel, de l'huile et parfois des oignons. Elle était plutôt consommée pendant les moments difficiles (Révolution russe, Guerre civile russe, Première Guerre mondiale, Grande Guerre patriotique) et par les paysans pauvres. En outre, en raison de sa simplicité, elle est très courante pendant le Carême.
Jusqu'au XIXe siècle la tiouria était un plat de tous les jours dans les familles paysannes. Actuellement, elle est considérée comme un apéritif rafraîchissant préparé l'été. 

## Latiouriadans la culture
Dans le Dictionnaire raisonné du russe vivant (édition de 1882), Vladimir Dahl réserve une entrée à la tiouria.
Un des plus célèbres mentions de la tiouria dans la littérature russe est celle qu'en fait Nikolaï Nekrassov dans son célèbre poème Pour qui fait-il bon vivre en Russie ? On la trouve aussi évoquée par Leonid Andreïev dans Bergamote et Garaska ("Et puis, il avait faim. Sa femme ne lui avait rien donné à manger de la journée ; il avait dû se contenter de pain émietté dans du kvass") et par Anton Tchekhov dans Ma Vie. Nikolai Dubov (en) l'a aussi évoquée.
Tiouria est aussi une chanson traditionnelle qui connaît de nombreux arrangements et variations[réf. nécessaire],,,,